# Seria Amurg

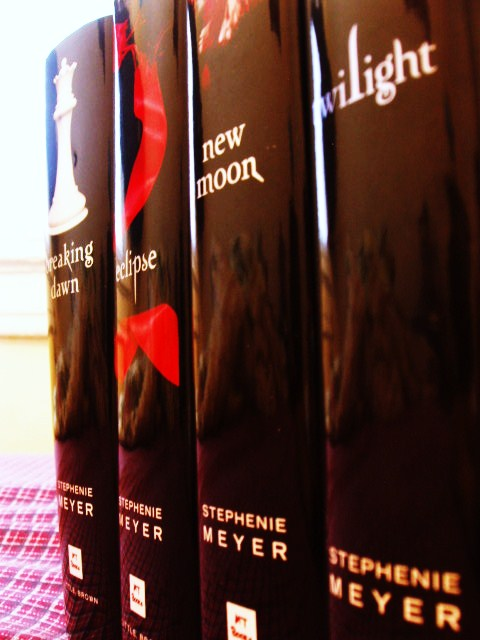
Cărţile seriei

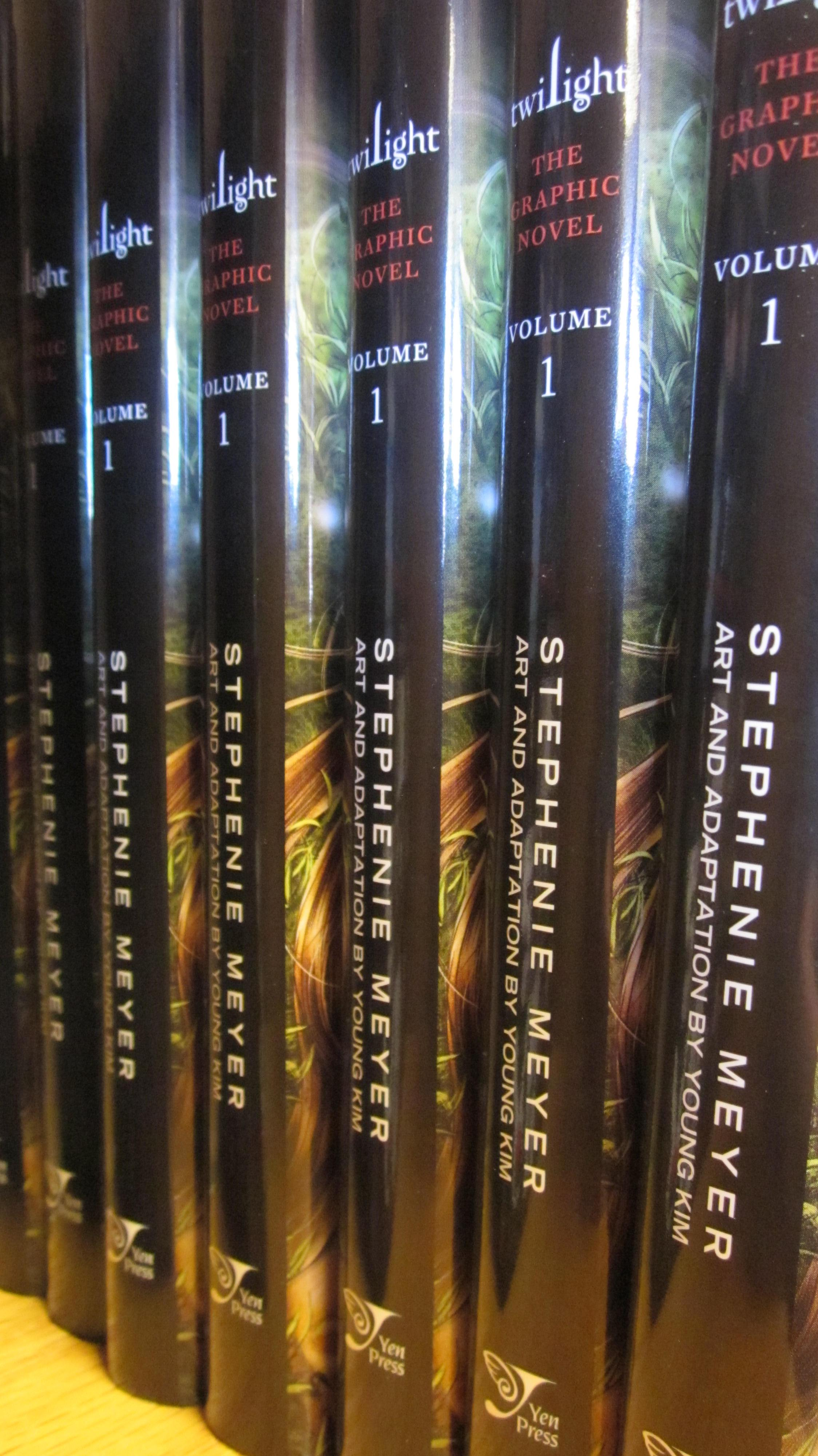
Primul volum al seriei

Amurg este o serie de cărți fantastice (despre vampiri) pentru tineri, scrisă de autoarea Stephenie Meyer, serie ce urmărește aventurile adolescentei Isabella „Bella” Swan, a cărei viață se schimbă total din momentul în care se mută în ploiosul și aparent banalul orășel Forks, ca să locuiască cu tatăl ei.
Seria, ce este alcătuită din romanele Amurg, Luna nouă, Eclipsa și Zori de zi, relatează povestea de iubire dintre Bella și vampirul Edward Cullen și este narată în principal din punctul de vedere al Bellei. Epilogul romanului Eclipsa și un volum din cartea Răsărit sunt narate din perspectiva lui Jacob Black, cel mai bun prieten al eroinei.
Autoarea a intenționat să lanseze și Midnight Sun, care ar fi fost o repovestire a întâmplărilor din Amurg din perspectiva lui Edward Cullen, însă ideea a fost, cel puțin pentru moment, abandonată din cauza apariției ilegale pe internet a douăsprezece capitole din manuscris.
Seria Amurg a fost tradusă în 37 de limbi diferite și a vândut peste 40 de milioane de copii în lumea întreagă.

## Subiectul

### Amurg
Isabella „Bella” Swan se mută din seninul Phoenix, Arizona în înnoratul Forks, Washington ca să locuiască cu tatăl ei, Charlie. Ea se decide asupra acestui fapt pentru ca mama sa, Renée, să poată călători cu soțul ei, Phil Dwyer, care joacă într-o ligă minoră de baseball. Din prima zi la noua școală atenția ei este atrasă de copiii adoptivi ai doctorului Cullen, în special de Edward. Bella ajunge ulterior la concluzia că Edward și familia sa sunt vampiri, dar acest lucru nu poate stopa atracția irezistibilă pe care o simt unul față de celălalt. Ulterior, ea află chiar de la Edward că cei din familia Cullen au decis cu mult timp în urmă să se abțină de la sângele uman, apelând în schimb la sângele animalelor pentru a se hrăni. Când Bella devine ținta unui vampir sadic pe nume James, ea e nevoită să fugă din Forks. E aproape ucisă de James, dar Edward și familia sa o salvează și o ajută să se întoarcă cu bine acasă.

### Luna nouă
Convins că pune în pericol tot timpul viața Bellei, Edward hotărăște să se despartă de ea, și o anunță că el și familia lui se vor muta din Forks. Bella insistă să vină cu el, însă Edward îi spune că nu o mai iubește. Plecarea lui o aruncă pe Bella într-o depresie și o suferință profundă, din care nu izbutește să o scoată decât prietenia cu vârcolacul Jacob Black. Împreună cu tribul său, Jacob o protejează pe Bella de Victoria, iubita lui James, care e hotărâtă să își răzbune partenerul cu orice preț. Din cauza unei neînțelegeri, Edward crede că Bella a murit, și pleacă în Italia pentru a le cere vampirilor Volturi să îl omoare, însă este oprit la timp de Bella și de sora lui, Alice. Volturi cer ca Bella să fie transformată la rândul ei în vampir, amenințând că în mod contrar o vor ucide pentru a se asigura că secretele lor nu vor fi trădate. La final, Bella și Edward se împacă, și familia Cullen se întoarce în Forks.

### Eclipsa
Urmându-și planul de răzbunare, Victoria a creat o armată de vampiri nou-născuți în Seattle cu scopul de a înfrânge familia Cullen și a o ucide pe Bella. Familia Cullen și vârcolacii își reunesc forțele pentru a distruge armata Victoriei. Între timp, Bella se luptă cu confuzia provocată de iubirea pentru Edward și nou-descoperitele sentimente de dragoste pentru Jacob Black. După moartea Victoriei, Bella îl alege pe Edward și acceptă să se căsătorească cu el.

## Zori dezi
Bella și Edward se căsătoresc, dar luna lor de miere este curmată brusc atunci când Bella descoperă că este însărcinată. Deși sarcina îi pune viața în pericol, Bella refuză să renunțe la copil. Ea aproape că moare în timpul nașterii, dar Edward o injectează cu veninul său, transformând-o în vampir pentru a-i salva viața. Când Irina, un vampir din alt clan o vede pe Renesmee, fiica celor doi, crede în mod greșit că aceasta este un „copil nemuritor”, fapt ce ar încălca grav regulile lumii vampirilor, și pleacă să informeze clanul Volturi. Familia Cullen adună vampiri din toată lumea care să depună mărturie că fetița nu este un copil nemuritor, volturii sunt nevoiți să plece pentru că au aflat ce se va întâmpla dacă nu o fac.

## Personajele principale
- Bella Swan - Protagonista principală a seriei e descrisă ca având părul închis la culoare, ochii căprui, pielea foarte albă și fața în formă de inimă. Ea e portretizată drept o persoană înțelegătoare, plină de compasiune, matură pentru vârsta ei, cu un simț al umorului dezvoltat, încăpățânată, stângace și fără talent în a minți. De asemenea, este lipsită de încredere în sine, în special când vine vorba de relația cu Edward. După transformarea în vampir, capacitatea minții ei din timpul vieții umane de a respinge abilitățile speciale ale anumitor vampiri (printre care și pe aceea a lui Edward de a citi gândurile) evoluează, permițându-i să îi protejeze și pe cei din jurul ei în același mod.

- Edward Cullen - Edward este un vampir ce se hrănește cu sânge de animal în loc de sânge de om. Ca toți ceilalți vampiri care apar în roman, Edward e descris ca fiind incredibil de frumos. E foarte protector față de Bella, punând siguranța, umanitatea și binele ei mai presus de orice. Inițial, relațiile dintre el și cel mai bun prieten al Bellei, Jacob Black, sunt încordate, dar pe parcurs cei doi devin buni prieteni. Edward e capabil să citească gândurile altora, singura excepție fiind Bella.

- Jacob Black - Rolul său este minor în Amurg, devenind mai important o dată cu Luna nouă, atunci când dezvoltă o prietenie profundă cu Bella, pe care o ajută să treacă de șocul produs de plecarea din oraș a lui Edward. Ulterior, Jacob suferă o transformare care îi îngăduie să devină lup atunci când dorește. Prietenia lui pentru Bella se transformă în dragoste, astfel încât el ajunge să concureze cu Edward, reîntors în oraș, pentru a câștiga afecțiunea Bellei. Deși fata descoperă că îl iubește și pe el, nu poate renunța la Edward. După nașterea lui Renesmee, fiica Bellei, Jacob își găsește sufletul pereche în ea.

## Adaptări cinematografice
- Amurg (2008)

Filmul Amurg a fost regizat de Catherine Hardwicke, și i-a avut pe Kristen Stewart și Robert Pattinson în rolurile  Isabellei Swan, respectiv Edward Cullen. Filmul a fost lansat în SUA pe data de 21 noiembrie 2008. Premiera în România a avut loc pe data de 23 ianuarie 2009.
- Saga Amurg: Lună Nouă  (2009)

Pe 22 noiembrie 2008, Summit Entertainment a confirmat o urmare bazată pe cea de-a doua carte din serie, Luna nouă.
- Saga Amurg: Eclipsa (2010)

- Saga Amurg: Zori de Zi - Partea I (2011)

- Saga Amurg: Zori de Zi - Partea II (2012)